# Liu Yukun
Liu Yukun (Xi'an, 4 de dezembro de 1997) é um atirador esportivo chinês.

## Carreira
Ele nasceu em Xi'an, província de Shaanxi. Ele se especializou em projetos de rifle e venceu o campeonato masculino de rifle de ar comprimido de 10 metros no Asian Air 2016.
Nos Jogos Olímpicos de Verão de 2024, em Paris, conquistou a medalha de ouro na prova de carabina três posições masculino. Ele foi nomeado o atleta do ano em outubro de 2024 pela Federação Internacional de Tiro Esportivo (ISSF) no Campo de Tiro Dr. Karni Singh, Tughlakabad, Índia.